# 水道方式

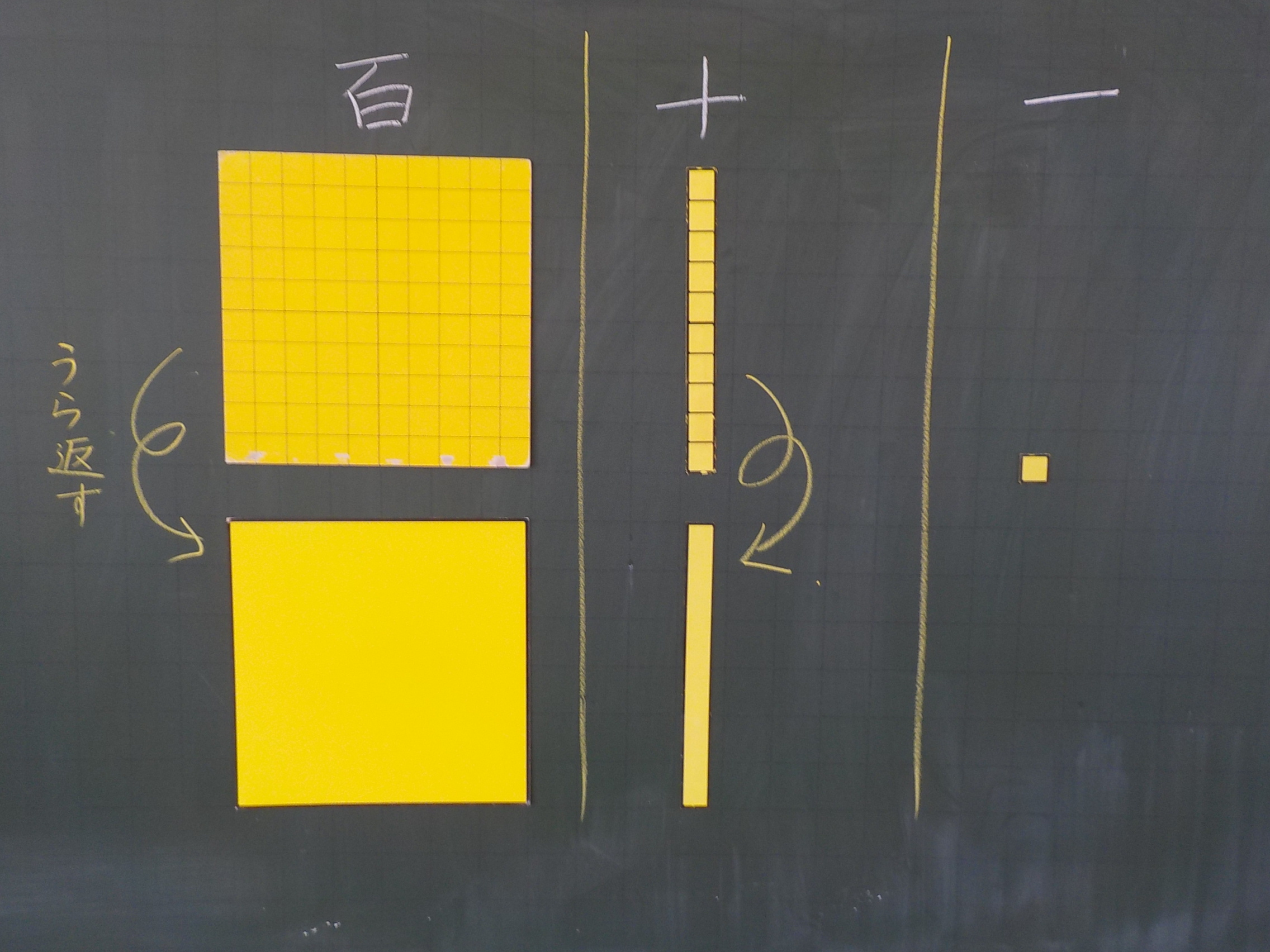
筆算の授業で使われる「タイル」。百と十は裏返すと下のようになっている。「裏返すと上位の単位のひとかたまりになる」という方法は鈴木筆太郎が1907年に初めて考案した。

水道方式（すいどうほうしき）とは、計算方法の最も基礎的な概念・手順を効率よく理解させるための理論である。1958年頃に数学者の遠山啓・銀林浩が中心となり、「暗算よりも筆算を基本的で発展性のある計算方法」として提唱した。水道方式ではタイルという正方形のマスで位取りを理解させる。「タイルを使った位取り指導」には大正新教育運動時代の田籠松三郎や鈴木筆太郎の先行研究があり、遠山らもこれらと独立にタイルを採用した。水道方式ではタイルを使うだけでなく「計算の型分けによる効率的なドリル」を提唱した。水道方式の語源は最も基本的な「計算の素過程」を練習した後、最も一般的な型を「水源地」とし、「一般から特殊へ」の原則に基づいて型分けによるドリルを教えていく流れを「水道管の分岐や流れ」に模して遠山らが名付けた。

## 概要

### 命名について
- 一般から特殊へ
- タイルのシェーマ
- 五・二進法
- 1あたり量
- 量の理論（内包量と外延量）
- カンヅメとビンヅメ
- 筆算重視

といった多様なものを含めた包括的な教育法であるが、ときに誤解されている。 

### タイルによる10進法の教授法
水道方式では1を正方形の小さな四角で表し､これを「タイル」と呼ぶ。1のタイルを10個縦に並べて作った長方形を十とし「十が1本」と数える。1辺10個の正方形を100個のタイルで作ると百の塊を表せ、これを「百が1枚」と数える。たとえば「234」は「2枚3本4個」となる。。
遠山はタイルの優れている点として、「正方形のタイルはつないだり切ったりが容易で、バラバラな量だけでなく、つながった量、つまり連続量も容易に表すことができる」、「1つのタイルを分けていくと分数と小数もタイルで表すことができる」という点を挙げている。

### 空位の「0」の重視
遠山啓は「位取りを教えるのに重要なのは（空位を表す）0の理解である」と考えた。位取りの原理を教えないと「なぜ13を103と書いてはいけないのか」が子どもに理解できないとした。
同時に「0」は「その位にあった数がなくなった状態」と教える。子どもに0を理解させるには「容器を添えて数を理解させて、0を空っぽの容器で表す」としたが、0には「割切れた場合の余りとしての 0」としての解釈もあるので、慎重な扱いが必要である。
和算では、算木および算木を並べる「算盤」（マス目を書いた紙・布・板）を使う。算木には正数を表す赤い算木と、負数を表す黒い算木の2種類がある。いわゆる列（行列式では「行」に当たる）、伍（同じく列。「カラム」に当たる）があるので、遠山は「タイルによる指導」から「位取り」を経て算盤の指導を行い、そこから珠算に至るルートを考えていたらしいことが著作から窺われる。
なお、教師による指導用の十露盤においては「五珠が二個・一珠が五個というものもあっていいのではないか、という意見もあり、遠山も否定はしていない。」

### 筆算中心の計算体系
水道方式の特徴は筆算中心の計算指導方法にある。遠山は暗算ではせいぜい3桁が限界であるが、筆算なら記憶の必要もなく可能性は無限大で、確実に答えが出て、検算もできるとして、水道方式では筆算をできるだけ早く教えると主張した。筆算で易しいことから初めて、計算に慣れたら段々書かなくてもできるという方向へ持って行けばよい、暗算は省略された筆算だと教えればよいとした。筆算中心のやり方は子どものエネルギーを計算練習の中で消費せずに済み、余力を他のことに使えると主張した。
遠山が水道方式の計算指導の原則としてあげたのは、「一般から特殊へ」の原則に基づく次の3つである。
1. 複雑な思考過程や演算の過程を、まずもっとも単純な過程－素過程－に分解する。
2. 素過程を複合して最も一般的で典型的な複合過程－水源地－を設定する。
3. 典型的な複合過程をしだいに特殊化し。退化させていって、あらゆる場合におよぼす。[19]

### 計算問題の分類
遠山は数多くある計算パターンをどのように分類し、どのように配列するかという問題に原則を作った。たとえば「３桁の足し算」は「000+100」「100＋000」から「999+999」までの99万9000通りあるが、これを
1. 繰り上がりの出てこないもの(222＋222) を ｢最も典型的な型＝水源池｣  として，最初に指導する。
2. 繰り上がりのある計算，229＋229,  292＋292,  299＋299,  929＋929,  992＋992,  999＋999と分ける。
3. 「0」が出てくるもの(水源池を例にして，220＋222,  222＋220,  220＋220) は後回しにする。
4. 「0｣  が数字の頭にでてくる(022＋222など２桁＋３桁の計算) は上記３の後とする。
5. 上記１を標準型とし，上記２,３と少しずつ型崩れの問題に移ってゆく。

として分類している。（遠山・銀林1960，pp.58-72 )

## 指導方法の概略
水道方式の計算練習問題は多数でありうるので、全てを例示することには無理がある。そこで、「一般から特殊へ」という原則に基いて、「型分け」を行ってからパターンを一つずつ潰してゆくということを行う。

### 一位数の足し算
足し算の素過程は「0+0」「0+1」から「9+9」まで100通りある。
これを、五・二進法を併用して分類すると、
「足して五未満になる一位数」「足して五になる数」から枝分かれして繰り上がりや空位の0などの指導に結びつけてゆく。
具体的には
- 足して五未満になる数 (1+1=2, 1+2=3, 1+3=4, 2+1=3, 3+1=4, 0＋□,  □＋0,  0＋0)
- 足して五 (V) になる数 (1+4=5, 2+3=5, 3+2=5, 4+1=5,  5＋0,  0＋5)
- 五未満の数と五以上の数の和において繰り上がりが生じないもの (1+5=6, 1+6=7, 1+7=8, 1+8=9, 2+5=7, 2+6=8, 2+7=7, 3+6=9)
- 5のまとめることによって，５で繰り上がる計算 (2＋4,  3＋3, 3＋4, 4＋2, 4＋3, 4＋4)

といった基礎を押さえる。次に「5と5を足すと繰りあがりが生じる」というところから「空位の0」を導入し、
- 五以上の数どうしの和によって繰り上がりが生じるもの (6＋6, 6＋7, 6＋8, 6＋9など)
- 五と五以上の数の和で和によって繰り上がりが生じるもの (5＋6, 6＋5, 5＋7, 7＋5など)
- 五未満と七以上の和によって繰り上がりが生じるもの (4＋7, 7＋4, 3＋8, 4＋8, 8＋3, 8＋4など)

　　　　　　　　　　　　　　　　　　　　　　　（上記・は，遠山･銀林1971，pp.97-111)
これを素過程(最も基本となる計算) といい，問題の正誤によって「どこで躓いたのか」を明らかにすることができる。「五・二進法」は，日本語では「ひと⇒ふた」「み⇒む」「よ⇒や」といった倍数関係に関する音韻調和もあるため、指導においては併用される。
上記具体的な指導の型分けは，以下の水道方式の原理を使っている。
1. 繰り上がりの無い場合（和が０～９）。
2. 加数が0の場合（□＋0）。
3. 被加数が0の場合（０＋□）。
4. 加数と被加数の両方が0の場合（０＋0）。
5. 繰り上がりがあって和が２桁の場合。
6. 繰り上がりがあって和が10になる場合。（1～6  遠山・銀林1971， p.30)

練習に使用する数字は「2と9」を用いるので、「2-9分類法」（「2+2」「2+9」「9+2」「9+9」）と呼ぶ。

### 整数の足し算
(1)計算は筆算の形で行わせる。
素過程や型分けの練習はタイルと対応させて、必ず筆算の形で縦に積み上げる方法で書かせる。
例えば、200+300は、
{\displaystyle {\begin{array}{rr}&200\\+&300\\\hline \end{array}}}
同様に、234+352は、
{\displaystyle {\begin{array}{rr}&234\\+&352\\\hline \end{array}}}
と書かせる。
(2)素過程による計算の原理

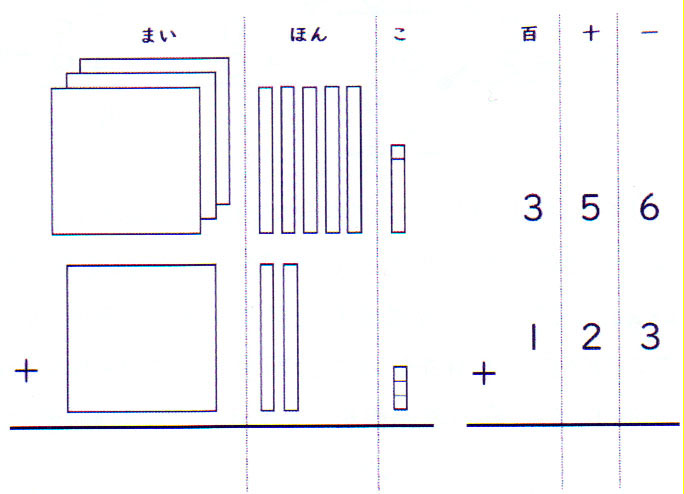
水道方式のタイルを使った足し算の素過程の教授法

3位数+3位数を例に、足し算の原理を考える。図のように356+123をタイルで表す。タイルを見れば分かるように、足し算の答を求めるには、タイルの小さい方から「個数」「本数」「枚数」を足し算すればよい。
タイルを数字に置き換えると、「一の位」「十の位」「百の位」に対応している。それぞれの位を足し算すれば答が求まる。これは小さい位から「6+3」「5+2」「3+1」という3つが組み合わさったものである。つまり「356+123」の計算は、「1けた+1けた」の計算が組み合わさったものと考えることができる。どんな大きな数の足し算でも、このような「1けた+1けた」の計算に分解される。このような基本的な足し算の操作を「素過程」と呼ぶ。素過程は足し算の基礎となるので、「基礎暗算として」徹底的にマスターさせねばならない。
(2) 複合過程の展開
素過程をマスターしたら複合課程へと進む。水道方式では「一般から特殊へ」と練習問題を配列する。
1. 22+22型
2. 22+20型
3. 20+22型
4. 20＋20型
5. 22+2型 (22+02) ……十の位が「空位（空っぽ）」という。「無の0」がそのまま「位取りの0」となる[25]。
6. 2＋22型 (02＋22) ……一の位が空位（空っぽ）。
7. 20＋2型 (20+02)
8. 2＋20型 (02 + 20)

「22＋22型」は全ての基本操作を含み、位も全部揃っている。この方の基本的な法則を提供しておけば、あとは「0の入ったものを特殊とみる」だけで全ての型に適用できる。このような型を水道方式では「水源地」と呼ぶ。
このあとは「繰り上がりのある2位の足し算」を「一般から特殊へ」の原則に従って展開する。
1. 29+29
2. 29+21
3. 29+9……十の位が0になった「退化型」
4. 9+29……退化型
5. 29+1……退化型
6. 1+29……退化型

このように水道方式では
1. 素過程を暗記するほど徹底的にマスターさせる。
2. 水源地を学習し、それを元に特殊化した型に進む。

という指導方針で練習問題を型分けして「3けた＋3けた」まで練習させる。
最初に行う「水源地」から、各パターンに分かれる様子を、水道管が分岐して各家庭に至る様に見立てたのが、「水道方式」という呼び名の由来である。

### 整数の引き算
引き算も同様に素過程100通りを6つの型に分けて、これをマスターさせた後複合課程へと進む。
1. 9-2　　繰り下がりの無い場合
2. 9-0
3. 2-2
4. 0-0
5. 12-9　　繰り下がりのある場合
6. 10-9

引き算の複合過程の水源地は、
99－22
である。

### 整数のかけ算
位取りが理解できていれば、
234×2
は
200×2, 30×2, 4×2
ではなく、
2×2, 3×2, 4×2
の素過程に分解できる。これによって練習すべき素過程の数が大幅に減る。
かけ算の素過程の種類は以下の通り。
1. 3×2
2. 3×0
3. 0×2
4. 0×0
5. □×□ = □□……積が十の位に繰り上がる型。
6. □×□ = □0……同上の型。

素過程である0が入った練習では九九を唱えさせるとき「0」も唱えさせることが重要であるとしている。水道方式では素過程は九九になり、2けた×1けた、3けた×1けたぐらいまでやって、2けた×2けたに移る。これらもタイルで説明する。足し算と同じように一般型から型崩れへと練習していく。

### 整数の割り算
同様に、648÷2は、

600÷2、40÷2、8÷2　ではなく、

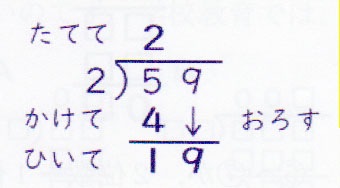
水道方式の割り算のアルゴリズム

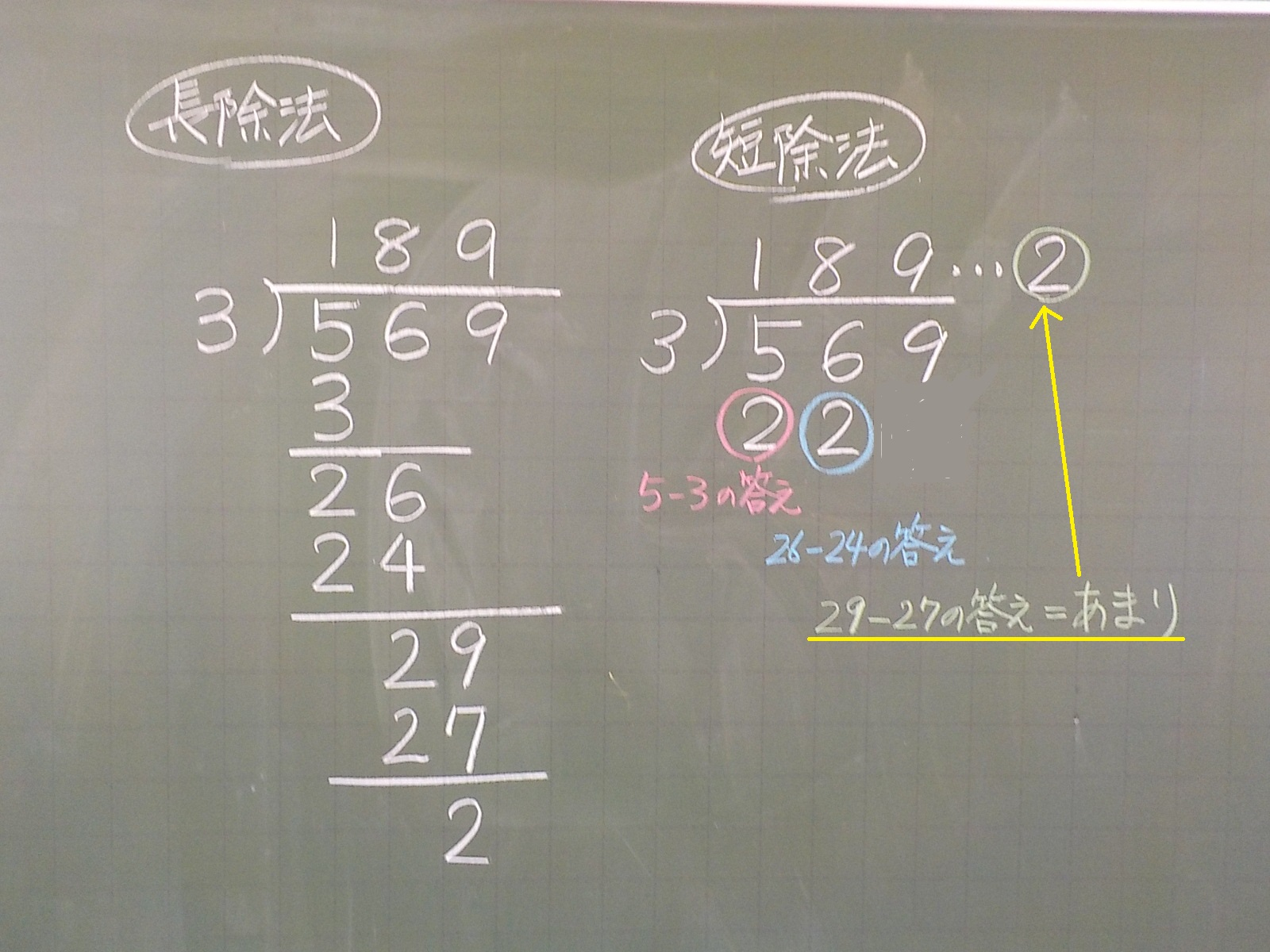
わり算の筆算の仕方。「長除法」と「短除法」

6÷2、4÷2、8÷2　の素過程に分解できる。
割り算の素過程は7つある。（÷３を例とすると）
1. 7÷3　　１桁÷１桁で余りあり
2. 6÷3　　１桁÷１桁で余りなし
3. 2÷3　　１桁÷１桁で商が０
4. 0÷3
5. 13÷3　  ２桁÷１桁で余りあり
6. 27÷3　  ２桁÷１桁で余りなし
7. 10÷3

割り算の筆算4拍子
割り算の筆算では「商を立てて」「かけて」「ひいて」「おろす」という一連の操作が必要になる。これを「割り算のアルゴリズム」または「割り算の4拍子」と呼んで練習させる。割り算の素過程は「九九を逆さまに適用する」練習をまずやらせる。これが十分にできたら「割り切れない場合（あまりのある場合）」をやる。この時も「たてる、かける、ひく、おろす」という4拍子を次々に繰り返させていく。「割り算の水源地」は「4拍子が全部揃っているもの」とする。「立てて商ができないもの」は型崩れと見なす。「ひいて余りが無くなってしまうもの」も4拍子が欠けたものなので「型崩れ」と扱う。つまり、水道方式では「余りの出る割り算」を先に教える。余りが0になるものは「特殊なもの」とみるのである。
この場合も素過程を「筆算の4拍子」でマスターさせてから複合過程に進む。水道方式では商に0を立てる計算も大切な型としている。
長除法と短除法の対立
水道方式の割り算の筆算は「長除法」を用いていたが、水道方式に反対する暗記重視派は、「かける・ひく・おろす」を暗算で行う「短除法」を用いていた。1970年代の啓林館の教科書は短除法を用いていたので、水道方式とは激しく対立した。これに対し、新居信正は、523÷7、608÷2などの計算について書かれた『改訂・算数』（三年下）のページを挙げて、「そのうえ、ごていねいにも「とちゅうのあまりは、かかないでもできるようになりましょう」というのだ。おまけに、ここで重要な0÷2の説明は何もない。ただ0÷2=0とだけ書かれてある。このような筆算を短除法というのだが、これは暗算のヨコ書きをタテ書きに直しただけで、計算のやり方は暗算と何ら変わらないのである。これでは何のために計算式をタテ書きにしたのか意味がないし、商に0を立てるところで子どもたちがつまずくのはあたりまえである。なぜなら算用数字（インド・アラビア数字）における「十進位取りの原理」のすばらしさと便利さを全く無視しているからである。」と述べている。

### 分数と小数
遠山は「連続量を考えるとどうしても小数を教えなくてはならないが、それには充分な時間をかけて指導するべき」と述べている。分数と小数もタイルを用いる。小数では「1のタイル」を10等分したものを「0.1」とし、「0.1のタイル」をさらに10等分すると「0.01」とする。「1のタイル」を「1枚」、「0.1のタイルを1本」、「0.1のタイル」を「1個」と表せば、2.34は「2枚、3本、4個」と整数と同じようにタイルで理解させることができる。

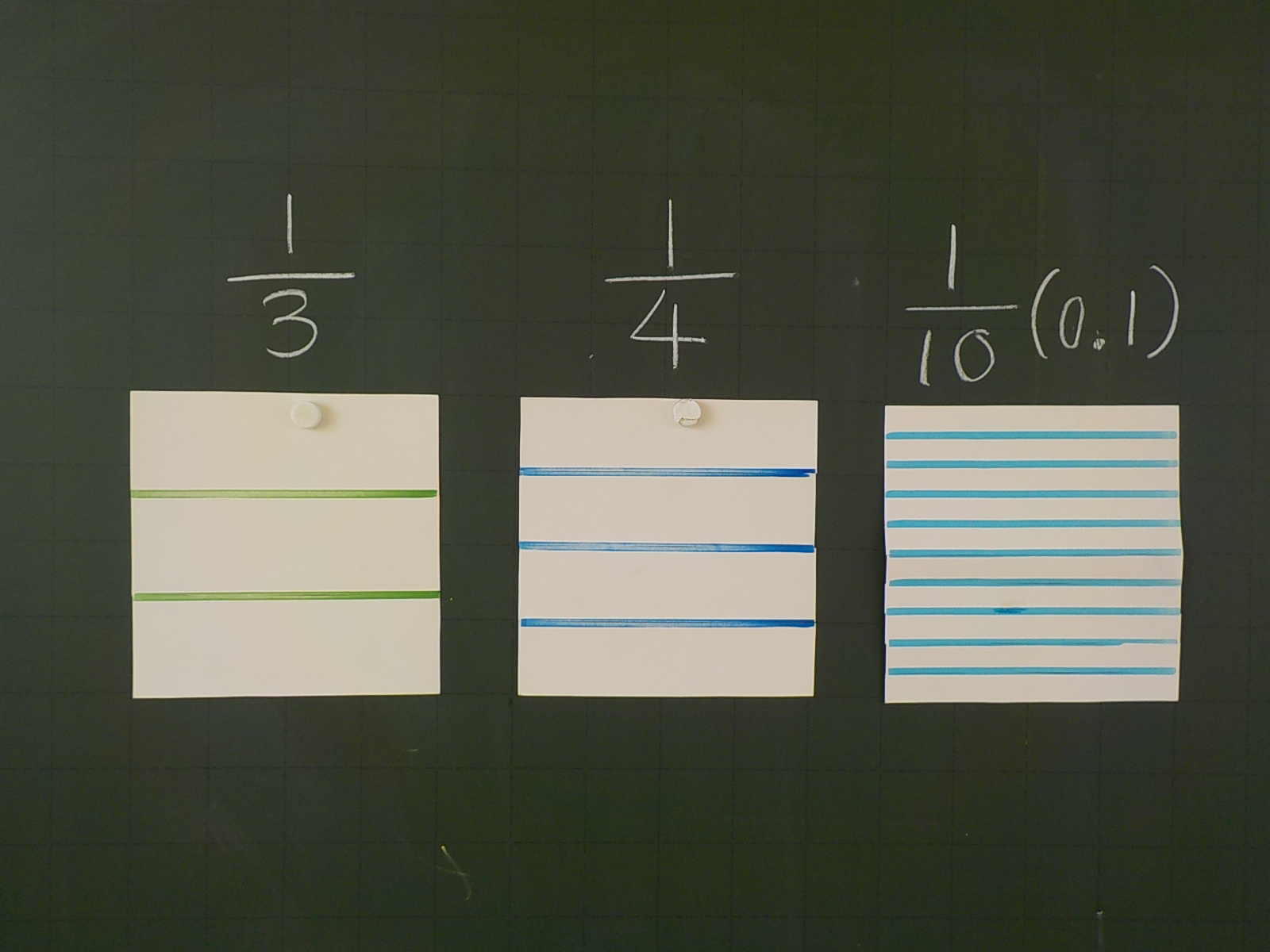
小数と分数のタイル

分数の場合は「1のタイルを縦ないし横に3等分したものを {\displaystyle 1 \over 3}」とし、「そのタイルを2つ集めたものを {\displaystyle 2 \over 3}」というように表す。同じ分母の分数の足し算では「 {\displaystyle 2 \over 7}＋{\displaystyle 3 \over 7}」では、「{\displaystyle 1 \over 7}のタイル2つ」と「{\displaystyle 1 \over 7}のタイル3つ」を足してみせると、「{\displaystyle 1 \over 7}のタイル5つ」になるので、{\displaystyle 5 \over 7}となるという答が出せる。

### 割合分数の問題点
分数には「全体を1とした時の割合」としての「割合分数」もある。遠山はこれについては「割合分数は算数教育の害虫」と述べて、「子どもにはたいへんむずかしい」としている。これについては後に新居信正が分数の研究を進めていくつかの授業プランを作った。

## 理論の実験結果
遠山啓は「水道方式が生まれて7年が経ったが、これまで全国いたるところで実験されてきた結果によると、クラスの平均70点を90点ぐらいにすることは、あまり経験のない先生でも可能」「熟練した先生なら95点ぐらいにできる」と述べている。

## 評価
科学教育研究者の板倉聖宣は、「いつまでも教育現象全体を一挙にとらえようとしていたのでは、教育を科学的に研究することはできません。〈哲学的にではなく、科学的に研究する〉というのは、問題の的を絞って、全ての人が認めざるを得ない法則性を一つ一つ明らかにして積み上げていくということです。そのためには欲張ってはいけません。」と述べている。
遠山啓も「われわれは水道方式が数学教育の全部だとは考えていない。それは丁度バイエルの教本をやれば、それで音楽教育が完成するとは考えられないのと同じである。しかし、水道方式がこれまで行き当たりばったりで無理論の状態であったドリルの領域に一つの理論を打ち立てたこと。さらに数学教育の全体にわたる単純化で現代化に一つの指針を与えるものであることが否定できないだろう」と述べている。
また戦前の文部省図書監修官として暗記中心の国定教科書（緑表紙）の編纂を行い、戦後は出版社の啓林館の編集担当重役をしていた塩野直道は、筆算重視の水道方式を脅威に感じて、水道方式の教科書を採択させないために影響力を駆使し、水道方式撲滅運動に力を注いで遠山らと激しく対立した。当時の文部大臣であった劔木享弘 (1901-1992) は、1969年の塩野への弔事で「かの水道方式数学理論撲滅のための先生の御奮闘は、今なお私どもの記憶に新しいものがあります」と述べた。

## 水道方式の研究者
水道方式の主な研究者として、提唱者である遠山啓、銀林浩らや、新居信正が挙げられる。

### 新居信正
新居信正（にいのぶまさ）(1933-2011) は徳島県の小学校教師。数学教育協議会と仮説実験授業研究会で活動し、特に分数の教え方について研究し、仮説実験授業研究会で水道方式の理論を用いた分数の授業書を発表した。新居が授業書を開発した動機として当時の教育研究環境について「教育研究が研究の名に値する最低の資料を揃えて実践を示しても、内容を検討しようともせず、ましてや己の実践を対置せず、色眼鏡をかけてレッテルだけを貼りたがる因習的官許数学教育の自称ベテランたちに、一発クサビを打ちこんでおきたかった」「〈日教組教研〉とか〈数教協〉とか、「タイル」とかきけば、とたんに色眼鏡をかけたがる教育界の体質は低俗というほかない。教育研究活動の決着を、理論と実践でケリをつけようとせず、レッテルですまそうとする精神構造こそ、何をかいわんやである」と書いている。
主な著書
- 『つるかめ算：楽しい文章題への道 方程式入門』仮説社 1983.8
- 『また女の先生か』昌平社出版 1976
- 『小学校の現場から』フレーベル館 1980
- 『あとにムナシサだけが残る実践からの訣別』 仮説実験授業ガリ本図書館 編、キリン館 1993.3

荒井公毅との共著
- 『均等分布と1あたり（国土社の算数えほん）; 6』国土社 1993.3
- 『国土社の算数えほん<割合> 1（割合っておもしろい）』国土社 1990.4
- 『国土社の算数えほん<割合> 2（割合をとく）』国土社 1990.4
- 『国土社の算数えほん<分数> 1（分数ってなんだ!）』国土社 1989.9
- 『国土社の算数えほん<分数> 2（分数たす・ひく）』国土社 1989.10
- 『国土社の算数えほん<分数> 3（分数かける・わる）』国土社 1989.9
- 『水道方式入門』荒井公毅 編著、おけら書房、2025

その他の著書
- 『分数ものがたり（算数と理科の本）』銀林浩・新居信正 文、村田道紀 絵、岩波書店 1981.6

## 水道方式の授業書
水道方式を誰でもたのしい授業が実現できる授業書にしたものが、仮説実験授業研究会会員の新居信正や荒井公毅によって作成され、荒井が運営するおけら書房webサイトで出版されている。
- 『算数の授業書《たしざんひきざん》』上・下
- 『算数の授業書《かけ算》』
- 『ニイ式算数授業書案』
- 『算数の授業書《分数》』
- 『算数の授業書《割合》』
- 『算数の授業書《小数》』
- 『算数･数学の授業書 方程式入門』
- 『算数･数学の授業書案　正負の数・場合の数』

## 水道方式のテキスト
21世紀初頭に出版されたものは、現在は入手困難な書籍が多くなっている。
- 荒井公毅『毎日たのしく算数ドリル(ダウンロード版)』仮説社、2020年。仮説社サイトで購入可能
- 数学教育協議会/小林道正・野崎昭弘編『算数・数学つまずき事典』日本評論社、2012年。ISBN 978-4-535-78565-6。
- 小林道正編・数学教育協議会『活用力アップ！子どもがよろこぶ算数活動シリーズ全６巻』国土社、2009年。
- 『わかる　さんすう　１～６』遠山啓監修、むぎ書房、1965年。[注 12]。むぎ書房・学習書「テキスト」のサイトで購入可能。
- 遠山啓『さんすうだいすき 全10巻』日本図書センター、2012年。ISBN 978-4-284-20215-2。